# (500493) 2012 TW264
(500493) 2012 TW264 es un asteroide perteneciente al cinturón de asteroides, descubierto el 9 de septiembre de 2007 por el equipo del Mount Lemmon Survey desde el Observatorio del Monte Lemmon, Arizona, Estados Unidos.

## Designación y nombre
Designado provisionalmente como 2012 TW264.

## Características orbitales
2012 TW264 está situado a una distancia media del Sol de 2,875 ua, pudiendo alejarse hasta 3,074 ua y acercarse hasta 2,676 ua. Su excentricidad es 0,069 y la inclinación orbital 5,830 grados. Emplea 1780,85 días en completar una órbita alrededor del Sol.

## Características físicas
La magnitud absoluta de 2012 TW264 es 17,1. 